# Čileanska ženska košarkaška reprezentacija
Čileanska ženska košarkaška reprezentacija predstavlja državu Čile u međunarodnoj ženskoj košarci. Krovna organzacija je "Čileanski košarkaški savez" (špa. Chile Basketball Federation).

## Međunarodna natjecanja

### Svjetska prvenstva
- 1953. -
- 1957. – 7.
- 1964. – 11.

### Panameričke igre
- 1951.:
- 1955.:
- 1959.:
- 1963.:
- 1967.:
- 1971.:
- 1975.:
- 1979.:
- 1983.:
- 1987.:
- 1991.:
- 1995.:
- 1999.:
- 2003.:
- 2007.:
- 2011.:
- 2015.:
- 2019.:

### Američka prvenstva
Prvenstvo FIBA Amerika.
- 1993. – 8.
- 1995. – 5.
- 2001. – 5.
- 2003. – 6.
- 2007. – 6.
- 2009. – 6.
- 2011. – 10.
- 2013. – 6.
- 2015. – 8.

## Poveznice
- Čileanska košarkaška reprezentacija

## Vanjske poveznice
- Čileanska ženska košarkaška reprezentacija - FIBA Americas  Arhivirana inačica izvorne stranice od 8. kolovoza 2016. (Wayback Machine) (engl.)